# 7800° Fahrenheit
7800° Fahrenheit é o segundo álbum de estúdio da banda de hard rock Bon Jovi, lançado em 27 de Março de 1985.
| Críticas profissionais                                                      | Críticas profissionais |
| Avaliações da crítica                                                       | Avaliações da crítica  |
| Fonte                                                                       | Avaliação              |
| --------------------------------------------------------------------------- | ---------------------- |
| allmusic                                                                    | [ 1 ]                  |
| Esta tabela precisa de ser acompanhada por texto em prosa. Consulte o guia. |                        |

## Faixas
1. "In and Out of Love" ((Dentro e Fora Do Amor)) (Jon Bon Jovi) - 4:27
2. "The Price of Love" ((O Preço Do Amor)) (Jon Bon Jovi) - 4:14
3. "Only Lonely" ((Só Solitária)) (Jon Bon Jovi, David Bryan) - 5:02
4. "King of the Mountain" ((Rei da Montanha))  (Jon Bon Jovi, Sambora) - 3:53
5. "Silent Night" ((Noite Silenciosa)) (Jon Bon Jovi) - 5:07
6. "Tokyo Road" ((Estrada de Tóquio)) (Jon Bon Jovi, Sambora) - 5:41
7. "The Hardest Part Is the Night" ((A Parte Mais Difícil É Noite)) (Jon Bon Jovi, Bryan, Sambora) - 4:25
8. "Always Run to You" ((Sempre Corro Para Você)) (Jon Bon Jovi, Sambora) - 5:00
9. "(I Don't Wanna Fall) To the Fire" ((Eu Não Quero Cair No Fogo)) (Jon Bon Jovi, Bryan, Sambora) - 4:27
10. "Secret Dreams" ((Sonhos Secretos)) (Bon Jovi, Sambora, Torres, Grabowski) - 4:56

### Special Edition Bonus
1. "Tokyo Road" (Japan Tour 1985)
2. "In And Out Of Love" (Japan Tour 1985)
3. "The Hardest part Is The Night" (Japan Tour 1985)
4. "Hardest Night" (Japan Tour 1985)
5. "Silent Night" (Japan Tour 1985)
6. "Only Lonely" (Japan Tour 1985)
7. "Tokyo Road" (ao vivo no Rio de Janeiro 1990)

## Formação
- Jon Bon Jovi - vocal principal, guitarra
- Richie Sambora - guitarra principal, vocal de apoio
- Tico Torres - bateria
- David Bryan - teclado, vocal de apoio
- Alec John Such - baixo, vocal de apoio

## Chart
| Ano  | Posições | Posições | Posições | Posições | Posições | Posições | Posições | Posições |
| Ano  | US       | UK       | GER      | SUI      | SWE      | AUS      | NZ       | JPN      |
| ---- | -------- | -------- | -------- | -------- | -------- | -------- | -------- | -------- |
| 1985 | 37       | 28       | 40       | 11       | 10       | 30       | 48       | 5        |

## Certificações
| Ano  | Certificações | Certificações |
| Ano  | US            | CAN           |
| ---- | ------------- | ------------- |
| 1985 | Platina       | Ouro          |